# Balcanocerus larvatus
Balcanocerus larvatus är en insektsart som först beskrevs av Herrich-shäffer 1835.  Balcanocerus larvatus ingår i släktet Balcanocerus, och familjen dvärgstritar. Arten är reproducerande i Sverige.